# フォーミュラ3000

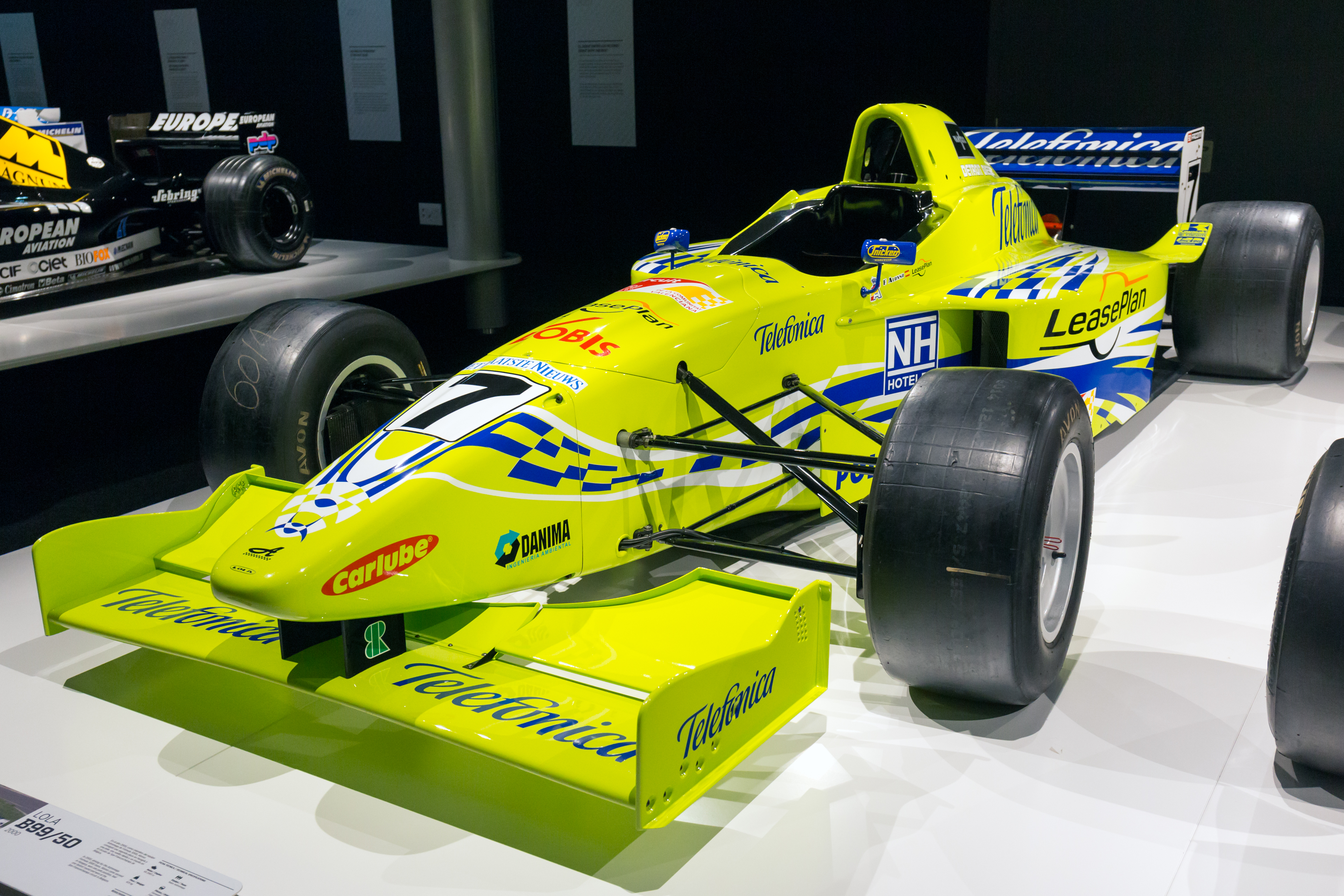
ローラ・B99/50（2000年）

フォーミュラ3000（Formula 3000、F3000）は、自動車レースの1カテゴリーで、国際自動車連盟（FIA）が定義するフォーミュラカー（オープンホイール）による四輪レースのうち、F1の直下に位置するカテゴリーであった。
F3000には国際選手権と地域選手権が存在した。本項ではおもに国際F3000選手権 (International Formula 3000 Championship) について説明する。

## 概要

### 1985年-1995年

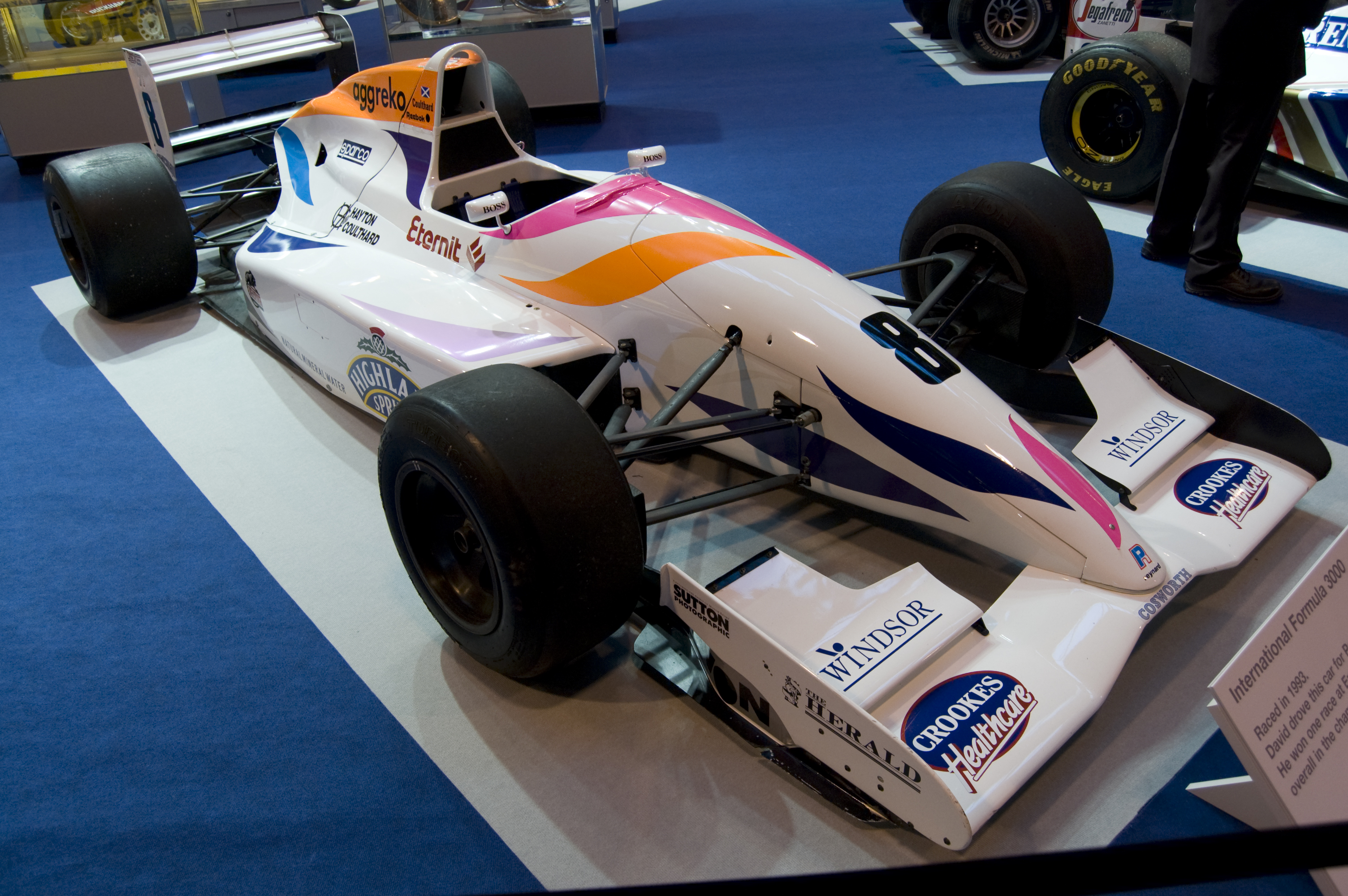
レイナード・93D（1993年）

F1の下位カテゴリーであったF2がワークスエンジンの開発競争激化などによる費用高騰のため、それに代わる物として、F1のレギュレーションの変更により使われなくなった、かつてF1で一時代を築いたフォード・コスワースDFVエンジン（V8 3,000cc）を再利用し、回転数を9,000rpmに制限するなどの方法でコスト低減されたカテゴリーとして1985年に再編成された。
しかしシリーズが進むにつれてシャーシ（マーチ、ローラ、ラルト、レイナード、ダラーラ、フットワーク、童夢）、エンジン（無限、ジャッド、コスワースAC）等多数のメーカーが参入し、また各チームによる「スペシャルガソリン」や「トラクションコントロールシステム」等の開発、シーズン途中でのシャーシ（例　ローラ→レイナード）やエンジンメーカー（例　無限→コスワース）の変更等を行うチームが発生し、その結果参戦コストが大幅に急騰してしまった。そのため1995年にレギュレーションの変更を行いシャーシ、エンジンをワンメイクにし入札を行ない、その結果1996年よりシャーシはローラ、エンジンはザイテック（設計はジャッド）のV型8気筒3,000ccへと変更になった（タイヤは1986年よりエイヴォン・タイヤのワンメイク）。

### 1996年-2004年

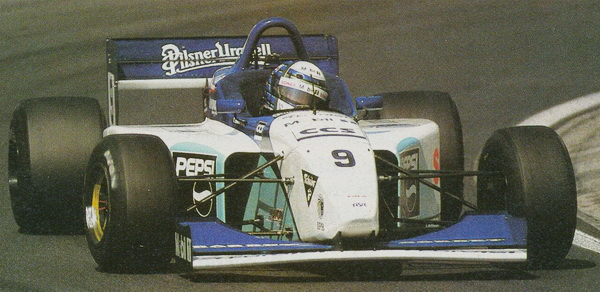
ローラ・T96/50（1998年）

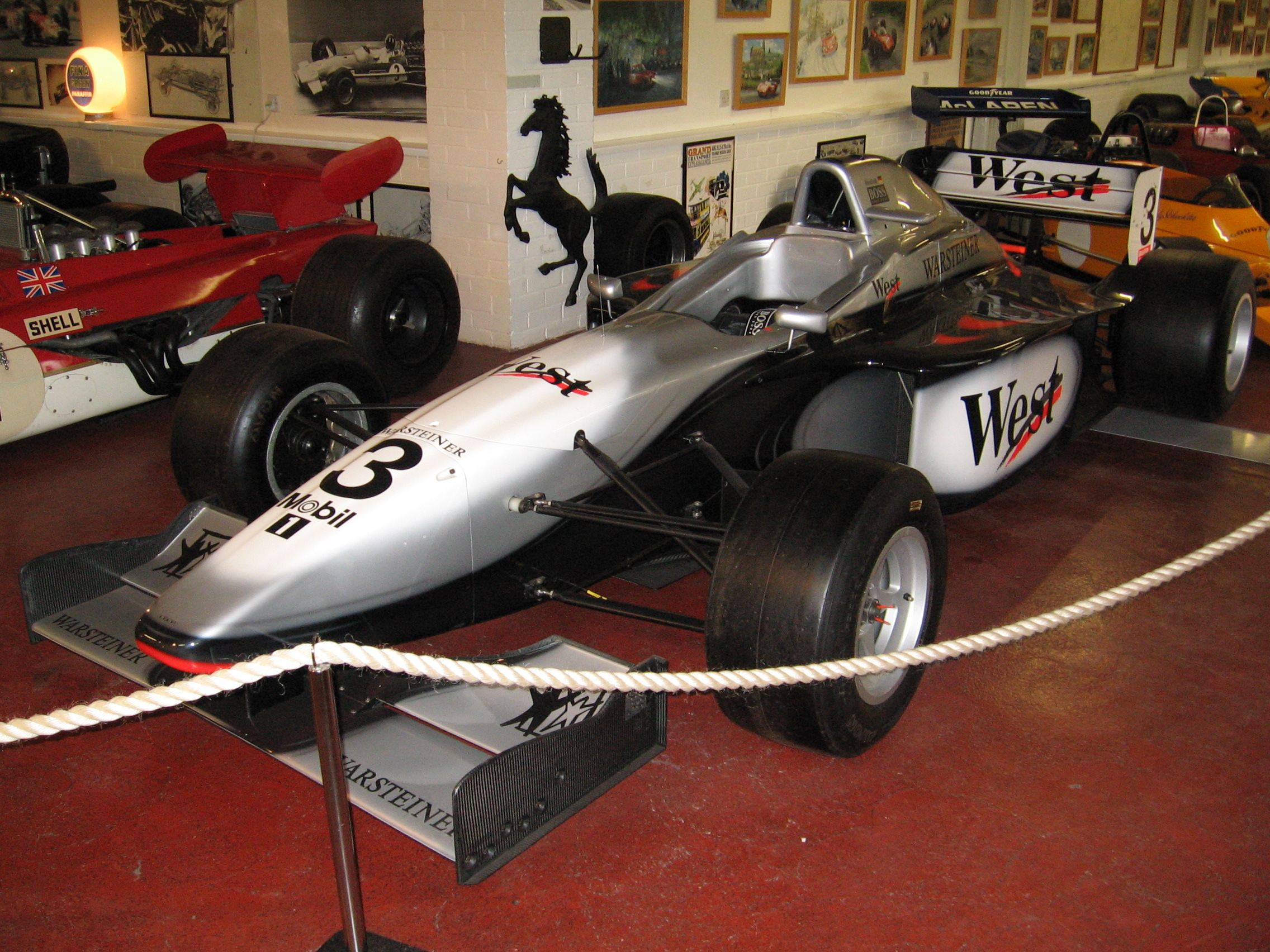
ローラ・B99/50（1999年）

1996年以降においてマクラーレン、ベネトン、ジョーダン、アロウズ、プロスト等が若手育成を目的として「ジュニアチーム」を設立する（実際には参戦しているチームを支配下に置く方式）。これは若手ドライバーをレースだけに集中させるだけではなく、F1ドライバーになるためのレース活動以外のサポートをしたが、F1とF3000のマシンのレベルに差が大きすぎ、F1チームの予想に反してF1へのステップアップが想定通りには進まなかった。
その結果F1チームにおけるドライバー育成プログラムを見直し、ドイツF3（→F3ユーロシリーズ）やイギリスF3等のランキング上位者ドライバーをテストドライバーとして契約し将来的にはレギュラードライバーにステップアップさせる方法へ切り替えた。僅か数年で各F1チームはジュニアチームを解散させてしまい（本来の単独チームへ戻り）、その影響で多くのスポンサーが撤退してしまった。結果として、ますますF1へのステップアップが難しくなるという皮肉な結末になった。
FIAにおいても国際F3000がF1への重要なステップアップカテゴリーである認識は強かったので、テレビ放送によって露出を増やし、より多くのスポンサーの参入と目的とし、国際F3000による単独レースを止めてヨーロッパ内で行われるF1レースの前座レースへと変更をしたが、FIAの思惑とは裏腹に年々エントリーが減少し、F1へのステップアップカテゴリーとして機能しているとは言い難いものとなり、2005年からGP2に移行した。

## 選手権
国際F3000の他、イギリスや日本など数カ国で国内選手権が行われており、中でもフェリペ・マッサなどを輩出したユーロ3000選手権の動きが活発であったが、同選手権も2009年限りで終了している。日本では1987年から1995年まで全日本F3000選手権が開催されていた。

## ジンクス
「国際F3000のチャンピオンになったドライバーは、F1ではチャンピオンになれない」というジンクスがある。
この話はヨーロッパF2時代からあり、事実としてヨーロッパF2、国際F3000ともに、そのチャンピオンドライバーはまだ1人もF1世界チャンピオンになっていない。国際F3000チャンピオンの中からはF1における優勝ドライバーもなかなか現れず、チャンピオンを獲得したドライバーで初めてF1で優勝を果たしたのは1995年カナダGPにおけるジャン・アレジである。アレジ以降もオリビエ・パニス、ファン・パブロ・モントーヤ以外にF1で優勝した元国際F3000チャンピオンはいない。なお、国際F3000とF1の両方で優勝したことがあるドライバーは上記3人のほか、ジョニー・ハーバート、デビッド・クルサード、エディ・アーバイン、フェルナンド・アロンソ、マーク・ウェバーがいる。またデイモン・ヒル(1991年総合7位）、ルーベンス・バリチェロ(1992年総合3位）も優勝こそない（いずれも最高位2位）ものの上位ランカーの一人ではあった。

## 歴代チャンピオン
| 年     | チャンピオン                     | 国籍         | 所属チーム                           | マシン                    | レポート |
| ------ | -------------------------------- | ------------ | ------------------------------------ | ------------------------- | -------- |
| 1985年 | クリスチャン・ダナー             | ドイツ       | BSオートモーティブ                   | マーチ85B・コスワース     | 詳細     |
| 1986年 | イヴァン・カペリ                 | イタリア     | ジェノア・レーシング                 | マーチ86B・コスワース     | 詳細     |
| 1987年 | ステファノ・モデナ               | イタリア     | オニクス                             | マーチ87B・コスワース     | 詳細     |
| 1988年 | ロベルト・モレノ                 | ブラジル     | Bromley Motorsport                   | レイナード88D・コスワース | 詳細     |
| 1989年 | ジャン・アレジ                   | フランス     | エディ・ジョーダン・レーシング       | レイナード89D・無限       | 詳細     |
| 1990年 | エリック・コマス                 | フランス     | DAMS                                 | ローラT90/50・無限        | 詳細     |
| 1991年 | クリスチャン・フィッティパルディ | ブラジル     | パシフィック                         | レイナード91D・無限       | 詳細     |
| 1992年 | ルカ・バドエル                   | イタリア     | クリプトン・エンジニアリング         | レイナード92D・コスワース | 詳細     |
| 1993年 | オリビエ・パニス                 | フランス     | DAMS                                 | レイナード93D・コスワース | 詳細     |
| 1994年 | ジャン＝クリストフ・ブイヨン     | フランス     | DAMS                                 | レイナード94D・コスワース | 詳細     |
| 1995年 | ヴィンセンツォ・ソスピリ         | イタリア     | スーパーノヴァ・レーシング           | レイナード95D・コスワース | 詳細     |
| 1996年 | ヨルグ・ミューラー               | ドイツ       | RSMマルコ                            | ローラT96/50・ザイテック  | 詳細     |
| 1997年 | リカルド・ゾンタ                 | ブラジル     | スーパーノヴァ・レーシング           | ローラT96/50・ザイテック  | 詳細     |
| 1998年 | ファン・パブロ・モントーヤ       | コロンビア   | スーパーノヴァ・レーシング           | ローラT96/50・ザイテック  | 詳細     |
| 1999年 | ニック・ハイドフェルド           | ドイツ       | ウェスト・コーポレーション           | ローラB99/50・ザイテック  | 詳細     |
| 2000年 | ブルーノ・ジュンケイラ           | ブラジル     | ペトロブラス・ジュニアチーム         | ローラB99/50・ザイテック  | 詳細     |
| 2001年 | ジャスティン・ウィルソン         | イギリス     | コカコーラ・ノルディック・レーシング | ローラB99/50・ザイテック  | 詳細     |
| 2002年 | セバスチャン・ボーデ             | フランス     | スーパーノヴァ・レーシング           | ローラB02/50・ザイテック  | 詳細     |
| 2003年 | ビヨン・ビルドハイム             | スウェーデン | アーデン・インターナショナル         | ローラB02/50・ザイテック  | 詳細     |
| 2004年 | ヴィタントニオ・リウッツィ       | イタリア     | アーデン・インターナショナル         | ローラB02/50・ザイテック  | 詳細     |

## ノンタイトル戦結果
| 年     | レース                                                 | サーキット       | 開催日    | 優勝者                     | コンストラクター | レポート |
| ------ | ------------------------------------------------------ | ---------------- | --------- | -------------------------- | ---------------- | -------- |
| 1985年 | キュラソーグランプリ                                   | ウィレムスタット | 10月13日  | ジョン・ニールセン         | マーチ           | 詳細     |
| 1992年 | I ワールドカップ                                       | ブエノスアイレス | 12月13日  | アンドレア・モンテルミーニ | レイナード       | 詳細     |
| 1993年 | II ワールドカップ                                      | ムースヘッド     | 7月11日   | アンドレア・モンテルミーニ | レイナード       | 詳細     |
| 1994年 | III ワールドカップ                                     | ムースヘッド     | 7月10日   | ジャンフランコ・カネー     | レイナード       | 詳細     |
| 1995年 | バーキン・カーズ/TVR・インビテーショナルコース         | キャラミ         | 1月29日   | ヤン・ラマース             | レイナード       | 詳細     |
| 1997年 | ボローニャモーターショーF3000スプリント                | ボローニャ       | 12月      | オリバー・ティッヒー       | ローラ※          | 詳細     |
| 1998年 | ボローニャモーターショーF3000スプリント                | ボローニャ       | 12月5/6日 | ファブリツィオ・ゴリン     | ローラ※          | 詳細     |
| 1999年 | ボローニャモーターショー国際F3000スプリント            | ボローニャ       | 12月4-8日 | マルコ・アピチェラ         | ローラ※          | 詳細     |
| 1999年 | ボローニャモーターショーイタリアF3000スプリント        | ボローニャ       | 12月4-8日 | トーマス・ビアッジ         | ローラ※          | 詳細     |
| 2000年 | アッセンレース (イタリアF3000選手権ノンタイトル戦結果) | TTアッセン       | 8月20日   | トーマス・ビアッジ         | ローラ※          |          |
| 2000年 | ボローニャモーターショーイタリアF3000スプリント        | ボローニャ       | 12月11日  | リカルド・スペラフィコ     | ローラ※          | 詳細     |
| 2001年 | ボローニャモーターショーユーロF3000スプリント          | ボローニャ       | 12月10日  | トーマス・ビアッジ         | ローラ※          | 詳細     |
| 2002年 | ボローニャモーターショーユーロF3000スプリント          | ボローニャ       | 12月5-6日 | アンドレ・ロッテラー       | ローラ※          | 詳細     |
| 2003年 | ボローニャモーターショーユーロF3000スプリント          | ボローニャ       | 12月6日   | マテオ・グラッソト         | ローラ※          | 詳細     |
| 2004年 | ポルトロシュグランプリ                                 | ポルトロシュ     | 10月3日   | パトリック・フリーザッハー | ローラ※          | 詳細     |
| 2004年 | ボローニャモーターショーイタリアF3000スプリント        | ボローニャ       | 12月6日   | マルコ・ボナモニ           | ローラ※          | 詳細     |
| 2004年 | ボローニャモーターショー3000プロシリーズスプリント     | ボローニャ       | 12月6日   | ガブリエル・ランチーニ     | ローラ※          | 詳細     |
| 2005年 | ボローニャモーターショーイタリアF3000スプリント        | ボローニャ       | 12月3日   | マルコ・ボナモニ           | ローラ※          | 詳細     |
| 2006年 | ボローニャモーターショーユーロシリーズ3000スプリント   | ボローニャ       | 12月7日   | ガブリエル・ランチーニ     | ローラ※          | 詳細     |
| 2007年 | ボローニャモーターショーユーロシリーズ3000スプリント   | ボローニャ       | 12月7日   | ピエール・ラグ             | ローラ※          | 詳細     |

- ※1996年に導入されたF3000レギュレーションの対象となるワンメイク競技、すべてのドライバーとチームがローラ・T96/50を使用
- ※1999年に導入されたF3000レギュレーションの対象となるワンメイク競技、すべてのドライバーとチームがローラ・B99/50を使用
- ※2002年に導入されたF3000レギュレーションの対象となるワンメイク競技、すべてのドライバーとチームがローラ・B02/50を使用